# 兆麟運動場
兆麟運動場（英語：Siu Lun Sports Ground），是香港屯門區一座綜合運動場，位於新界屯門兆麟街16號，於1996年9月30日啟用。啟用後成為屯門區內，第二個設有田徑設施及標準草地足球場的運動場，主要服務屯門南的居民。現時由康樂及文化事務署負責管理。

## 歷史
1992年3月，區域市政局覆檢建設工程計劃，決定在屯門新建一個附設田徑設施的十一人足球場，並提升至「最優先進行」工程，彌補當時區內體育設施的不足。
選址位於屯門第14區，毗鄰兆麟苑及深培中學，佔地1.26公頃。局方除計劃興建一個符合國際足協標準的足球場外，更興建一條六線長115米的跑道、跳遠沙池及一座混凝土看台。1993年4月，建築署向區域市政局遞交工程設計草圖，確定興建上述設施。當時訂於1993/94年度底動工，建造費用為2,407萬港元。最終工程於1996年完成，同年9月30日正式啟用，並命名為兆麟運動場。
2020年10月，保德建築投得工程合約，承接兆麟運動場緩跑徑、洗手間及更衣室的翻新工程。就此康文署於10月21日宣佈，兆麟運動場於同年11月2日至12月21日期間暫停開放。

## 設計
兆麟運動場的草地足球場朝向南北兩方，長100米，闊64米，以符合國際足協十一人足球場的標準。球場東面設有一座有蓋混凝土看台，能夠容納1,000名觀眾。建築署對於看台位置曾作解釋，指出該位置能方便人群及車輛從東面及北面的道路出入，亦能借助兆麟苑阻擋大部分陽光，減低陽光直射看台的影響。
田徑設施方面，現時場內設有一條六線長110米的跑道及一條長355米的緩跑徑。輔助設施方面，場內設有更衣室、洗手間、救傷室及場地辦事處。場外更設有停車場，提供5個車位供私家車及輕型客貨車停泊。

## 體育活動
兆麟運動場是香港足球總會聯賽其中一個比賽場地，曾經用作舉行乙組、丙組及青年聯賽。

## 重大事故
2007年8月18日，兆麟運動場發生佈景板倒塌意外。當時正舉行「金曲唱好屯門夜」活動，臺上豎起一幅約3公尺乘20公尺、重近200公斤的巨型佈景板。晚上8時許，狂風將巨型佈景板吹塌向前倒，十多名工作人員及時頂住佈景板。最終活動腰斬，觀眾及其他藝員立刻離開舞臺，事件中無人受傷。